# Indomarengo
Genre
Indomarengo est un genre d'araignées aranéomorphes de la famille des Salticidae.

## Distribution
Les espèces de ce genre se rencontrent en Indonésie, en Malaisie et en Inde.

## Liste des espèces
Selon World Spider Catalog (version 23.5, 12/09/2022) :
- Indomarengo chandra Benjamin, 2004
- Indomarengo chavarapater Malamel, Prajapati, Sudhikumar & Sebastian, 2019
- Indomarengo sarawakensis Benjamin, 2004
- Indomarengo thomsoni (Wanless, 1978)

## Systématique et taxinomie
Ce genre a été décrit par Benjamin en 2004 dans les Salticidae.

## Publication originale
- Benjamin, 2004 : « Taxonomic revision and phylogenetic hypothesis for the jumping spider subfamily Ballinae (Araneae, Salticidae). » Zoological Journal of the Linnean Society, vol. 142, no 1, p. 1-82.